# Władysław Krynicki
Władysław Paweł Krynicki (Włocławek, 28 giugno 1861 – Włocławek, 7 dicembre 1928) è stato un vescovo cattolico polacco.

## Biografia
Completò gli studi all'Accademia Teologica di San Pietroburgo, dove nel 1885 ricevette l'ordinazione sacerdotale. Fu parroco a Kruszyn, Brzeźno e Rzgów. Successivamente ricoprì il ruolo di professore e vicerettore del Seminario Teologico di Włocławek. Nel 1910 divenne canonico della cattedrale di Włocławek e nel 1914 assunse l'incarico di rettore del seminario di Włocławek.
Il 29 luglio 1918 fu nominato vescovo ausiliare di Cuiavia-Kalisz e vescovo titolare di Acanto. Ricevette l'ordinazione episcopale il 10 novembre 1918 per mano dell'arcivescovo metropolita di Gniezno e Poznań Edmund Dalbor, co-consacranti il vescovo di Cuiavia-Kalisz Stanisław Kazimierz Zdzitowiecki e il vescovo di Płock Antoni Julian Nowowiejski. Fino al 1925, come vicario generale, risiedette a Częstochowa e a Kalisz, da dove amministrava la parte meridionale della diocesi. Nel 1927 divenne vicario capitolare. Dal 1920 fu visitatore dei monasteri in tutta la Polonia. Il 21 novembre 1927 fu nominato vescovo di Włocławek e il 22 aprile 1928 si insediò ufficialmente nella cattedrale di Włocławek.
Pubblicò numerosi articoli nell'Enciclopedia Ecclesiastica di Michał Nowodworski. Fu anche autore di opere di tema teologico.

## Genealogia episcopale
La genealogia episcopale è:
- Cardinale Scipione Rebiba
- Cardinale Giulio Antonio Santori
- Cardinale Girolamo Bernerio, O.P.
- Arcivescovo Galeazzo Sanvitale
- Cardinale Ludovico Ludovisi
- Cardinale Luigi Caetani
- Cardinale Ulderico Carpegna
- Cardinale Paluzzo Paluzzi Altieri degli Albertoni
- Papa Benedetto XIII
- Papa Benedetto XIV
- Papa Clemente XIII
- Cardinale Giovanni Carlo Boschi
- Cardinale Bartolomeo Pacca
- Cardinale Francesco Serra Cassano
- Arcivescovo Joseph Maria Johann Nepomuk von Fraunberg
- Cardinale Johannes von Geissel
- Vescovo Eduard Jakob Wedekin
- Cardinale Paul Ludolf Melchers, S.I.
- Cardinale Philipp Krementz
- Cardinale Anton Hubert Fischer
- Cardinale Felix von Hartmann
- Cardinale Edmund Dalbor
- Vescovo Władysław Krynicki